# Seri (Darchula)
Pour les articles homonymes, voir Seri.
Seri (en népalais : सेरी) est un comité de développement villageois du Népal situé dans le district de Darchula. Au recensement de 2011, il comptait 2 456 habitants.